# World Masters Golf
World Masters Golf är ett golfspel utgivet till SNES, utgivet i Europa.
Man kan välja mellan att spela turnering, matchspel eller träning. När man slagit iväg bollen följs den av en mode 7-kamera.

### Fotnoter
1. 1 2 3 4  ”Release information”. Gamefaqs. http://www.gamefaqs.com/snes/926387-world-masters-golf/data. Läst 15 maj 2014.
2. ↑  ”Composer information”. SNESMusic.org. http://www.snesmusic.org/v2/profile.php?profile=set&selected=3325. Läst 15 maj 2014.
3. 1 2 3  ”Basic overview of game”. Mobygames. http://www.mobygames.com/game/snes/world-masters-golf. Läst 15 maj 2014.